# Luis Rubiales
Luis Manuel Rubiales Béjar (* 23. August 1977 in Las Palmas de Gran Canaria) ist ein ehemaliger spanischer Fußballspieler und -funktionär. Er war Präsident des spanischen Fußballverbandes (RFEF) ab Mai 2018; im September 2023 trat er nach einem Eklat bei der Siegerehrung der Fußball-WM der Frauen zurück.

## Karriere als Spieler
Über die Stationen Guadix CF und die zweite Mannschaft des RCD Mallorca gelangte Rubiales in den Profifußball. So stand er in der Saison 2000/2001 in der Segunda División bei UE Lleida unter Vertrag, doch die Mannschaft stieg als Tabellenletzter ab.
Im Sommer des gleichen Jahres verließ er den Verein in Richtung Deportivo Xerez, wohin er vom deutschen Trainer Bernd Schuster geholt wurde. Nachdem er zweimal mit seiner Mannschaft den Aufstieg verpasst und Schuster den Verein verlassen hatte, zog es Rubiales zum Vorjahresvierten UD Levante. Mit den Levantinern gelang ihm der Aufstieg, doch schon im folgenden Jahr, in dem er Bernd Schuster als Trainer wieder traf, ging es eine Liga runter. Nach dem sofortigen Wiederaufstieg, während dessen er genauso wenig wie in der Abstiegssaison zum Einsatz kam, konnte er sich in der Saison 2006/2007 seinen Stammplatz zurückholen. Er war lange Zeit Kapitän der Mannschaft. Nach dem Abstieg 2008 ging Rubiales zum Zweitliga-Aufsteiger FC Alicante. Im August 2009 wechselte er zu Hamilton Academical nach Schottland, wo er seine Karriere anschließend beendete.

## Karriere als Funktionär
Von März 2010 bis November 2017 war Rubiales Präsident der spanischen Spielergewerkschaft. Am 17. Mai 2018 wurde er zum Präsidenten des spanischen Fußballverbandes gewählt. In einer seiner ersten Amtshandlungen verlängerte Rubiales den Vertrag mit dem A-Nationaltrainer Julen Lopetegui bis nach der Europameisterschaft, die zu diesem Zeitpunkt für 2020 geplant war. Nachdem Lopetegui am 12. Juni 2018 – drei Tage vor dem Auftaktspiel der Spanier bei der Weltmeisterschaft 2018 in Russland – von einer Ausstiegsklausel Gebrauch gemacht hatte, um zu Real Madrid zu wechseln, den Verband davon aber erst unmittelbar vor der Bekanntgabe informiert hatte, entließ er diesen einen Tag später und setzte den Sportdirektor des Verbandes, Fernando Hierro, als Trainer für die Weltmeisterschaft ein. Unter Hierro schied die Mannschaft nach einem 3:4 im Elfmeterschießen gegen den Gastgeber im Achtelfinale aus.
Nach der WM wurde Luis Enrique von Rubiales als neuer Cheftrainer verpflichtet. Dieser trat im Juni 2019 von seinem Posten zurück, da seine Tochter schwer erkrankt war und Ende August 2019 verstarb. Neuer Cheftrainer wurde sein langjähriger Co-Trainer Robert Moreno, der sich mit der Mannschaft erfolgreich für die Europameisterschaft 2021 qualifizierte. Nach dem letzten EM-Qualifikationsspiel im November 2019 ernannte Rubiales Luis Enrique erneut zum Nationaltrainer. Moreno hatte zwar im Vorfeld verkündet, aufgrund seiner Freundschaft zu Luis Enrique wieder die Funktion des Co-Trainers zu übernehmen, falls dieser zurückkehren wolle. Nachdem er jedoch am Vortag in der Halbzeit des Qualifikationsspiels gegen Rumänien (5:0) über die Presse von seiner Ablösung erfahren hatte, verließ er den Verband. Auf seiner Vorstellungspressekonferenz gab Luis Enrique an, für den Abgang von Moreno verantwortlich zu sein. Laut ihm wollte Moreno ihm erst nach der Europameisterschaft den Cheftrainerposten überlassen und wieder sein Co-Trainer werden, was Luis Enrique als „illoyal“ empfand.

## Erfolge
- Aufstieg in die Primera División mit UD Levante: 2003/04, 2005/06

## Skandale

### Eklat bei der Frauen-Fußball-WM 2023
Bei der Siegerehrung der Frauen-WM 2023 am 20. August umarmte, herzte und küsste Rubiales mehrere Spielerinnen auf die Wange. Den Kopf von Jennifer Hermoso hielt er kurz mit beiden Händen so fest, dass sie kaum ausweichen konnte, und küsste sie auf den Mund. Hermoso kommentierte dies in der Kabine während eines Livestreams: „Hat mir nicht gefallen […] aber was hätte ich machen sollen?“ Später erklärte sie schriftlich, „zu keinem Zeitpunkt einverstanden gewesen“ zu sein. Laut ihrem Instagram-Post habe sie sich „verletzlich und als Opfer eines Übergriffs gefühlt, eines impulsiven, machohaften Aktes, der unangebracht war und dem ich nicht zugestimmt habe“, und: „Ich wurde einfach nicht respektiert.“ Im Stream aus der Kabine hatte Rubiales außerdem gesagt, eine Reise nach Ibiza organisieren und Hermoso dort heiraten zu wollen.
Rubiales bezeichnete die Kritik an seinem Verhalten als „Blödsinn“ und ergänzte: „Wenn zwei Menschen miteinander eine unwichtige Geste der gegenseitigen Zuneigung teilen, darf man dem Mist, der da gesagt wird, keine Beachtung schenken.“ In einer ersten Reaktion veröffentlichte der spanische Fußballverband eine vermeintlich von Hermoso stammende Stellungnahme, sie habe ein großartiges Verhältnis zum Präsidenten und der Kuss sei eine natürliche Geste der Zuneigung gewesen. Hermoso hatte dies allerdings nie gesagt. Ferner sollen Rubiales und Nationaltrainer Jorge Vilda Hermoso auf dem Rückflug zu einem Erklärungsvideo gedrängt haben, welchem sie jedoch nicht zustimmte. Daraufhin veröffentlichte Rubiales alleine einen Videokommentar:

„Wir stehen vor einer historischen Tatsache, einem der glücklichsten Tage des spanischen Fußballweltmeisters, was großartig ist, und daran haben wir im Königlichen Spanischen Fußballverband lange gearbeitet, und wir sind stolz.
Es ist aber auch eine Tatsache, dass ich alles bereuen muss, was zwischen einer Spielerin und mir passiert ist, zu der ich eine großartige Beziehung unterhalte, sowie zu anderen Spielerinnen. Wo ich mich sicherlich geirrt habe, muss ich es zugeben. In einem Moment maximaler Überschwänglichkeit, ohne böse Absichten, ohne bösen Glauben, nun ja, passierte, was passierte. Ich denke, ganz spontan, und, ich wiederhole, ohne böse Absicht, bei keinem der Beteiligten.
[…]
Und zum Schluss muss ich noch sagen, dass es mir deshalb leid tut, weil dies angesichts des größten Erfolges in unserer Geschichte des Frauenfußballs, und eines der größten überhaupt, da es sich um die zweite Weltmeisterschaft handelt, die wir gewonnen haben, die Feier etwas getrübt hat.
Ich denke, wir müssen diesen Frauen, dem Team unter der Leitung von Jorge Vilda Anerkennung zollen, und das muss gefeiert werden.“

Medien weltweit berichteten kritisch über Rubiales’ Verhalten. Die französische Sportzeitung L’Équipe titelte: Der Chef des spanischen Verbandes küsst eine Spielerin gewaltsam auf den Mund. Viele öffentliche Personen aus Sport und Politik äußerten sich: Unter anderem solidarisierte sich der Hohe Kommissar der Vereinten Nationen für Menschenrechte mit der Spielerin. Eine Ex-Marketingdirektorin der seinerzeit von Rubiales geleiteten Spielergewerkschaft AFE erklärte, von ihm mit sexistischen Sprüchen vor Dritten gedemütigt worden zu sein. Sie habe Anzeige erstattet, dann einer außergerichtlichen Einigung zugestimmt und ihre Arbeit verloren.
Rubiales hatte in seinem Umfeld und der Presse durchsickern lassen, er werde während einer für den 25. August 2023 einberufenen außerordentlichen Generalversammlung zurücktreten. Dort schilderte er ausführlich seine Version der Ereignisse und behauptete, ein ausführliches Gespräch mit Hermoso geführt und ihre Zustimmung erhalten zu haben, nannte den Kuss aber weiterhin „spontan“. An Trainer Jorge Vilda gewandt sagte er, dass er ihm einen neuen Vierjahresvertrag im Wert von zwei Millionen Euro anbieten werde. Rubiales sehe sich als Opfer einer „sozialen Hinrichtung“, beklagte den Aufstieg des so genannten „falschen Feminismus“, den er als „Geißel“ der Gesellschaft bezeichnete, und dass er mehrere Minister Spaniens verklagen werde. Einen Rücktritt schloss er kategorisch aus: Im Stil der „Ich gehe nicht“-Rede aus The Wolf of Wall Street wiederholte er fünfmal nacheinander: „Ich werde nicht zurücktreten.“ Auch für seine provozierenden Gesten auf der Ehrentribüne, als er sich direkt neben der 16-jährigen Infantin Sofía und Spaniens Königin Letizia zweimal beim Jubeln an die Genitalien fasste, suchte er nach Erklärungen. Am nächsten Tag schrieb die Público-Journalistin Esther Rebollo, dass sie „die Phrasen, mit denen [Rubiales] sich verteidigte, nicht wiederholen werde, denn zu seiner unsportlichen, asozialen, ultra-sexistischen und sogar rechtlich verwerflichen Haltung seien bereits Tintenströme geflossen.“
Mehrere international aktive wie auch ehemalige Spieler und Spaniens stellvertretende Regierungschefin Yolanda Díaz zeigten sich empört und forderten ebenfalls Konsequenzen. Insgesamt 81 aktive und ehemalige spanische Spielerinnen unterzeichneten die Erklärung der Spielerinnengewerkschaft, in der Hermoso den Vorfall beschreibt, sich als „verletzlich und als Opfer einer impulsiven, sexistischen und unangebrachten Handlung“ und den Vorfall als einen weiteren „in einer langen Liste an Situationen, die die Spielerinnen in den vergangenen Jahren verurteilt haben“, schildert. Außerdem erklärten die aktiven Spielerinnen darin ihren vorläufigen Rücktritt aus der Nationalmannschaft, sollte keine Besserung erfolgen und Rubiales sein Amt nicht niederlegen. Auch der männliche Nationalspieler Borja Iglesias erklärte seinen vorläufigen Rücktritt. Der Leiter des Consejo Superior del Deporte (CSD), Víctor Franco, kündigte indes Maßnahmen gegen Rubiales an. Daraufhin veröffentlichte der spanische Fußballverband eine Stellungnahme zugunsten von Rubiales. Vier Bilder zeigen angeblich, wie Rubiales bei der WM-Siegerehrung von Hermoso hochgehoben wird und sein Verhalten damit zu erklären sei. Der Verband drohte mit rechtlichen Schritten gegenüber Hermoso. Einige Tage später veröffentlichte die Sportzeitschrift Marca jedoch ein Video der Situation, in dem Rubiales anscheinend absichtlich springt und nicht gehoben wird.
Die FIFA sowie der Oberste Sportrat (Consejo Superior del Deporte, CSD) in Spanien eröffneten Untersuchungsverfahren gegen Rubiales. Hermoso bekräftigte ihre Kritik in einer Veröffentlichung der Spielerinnengewerkschaft Futpro, in der sie „beispielhafte Maßnahmen“ forderte.
Die FIFA suspendierte Rubiales am 26. August 2023 mit sofortiger Wirkung für 90 Tage. Sie untersagte ihm ebenso wie dem spanischen Fußballverband zudem eine direkte oder indirekte Kontaktaufnahme zu Hermoso. Letzterer hatte Hermoso kritisiert, keine Anfragen zu beantworten. In der Folge erklärten das komplette Trainerteam (außer Trainer Jorge Vilda) der spanischen Nationalmannschaft der Frauen sowie Trainerinnen und Trainer der Jugendmannschaften U19 und U17 ihre Rücktritte aufgrund Rubiales' Rede auf der Generalversammlung am vorherigen Tag. Trainer Vilda kritisierte später Rubiales für sein Verhalten, in dessen Folge nun sein ganzes Team auseinanderbräche. Die Präsidenten der Regionalverbände forderten Rubiales zum sofortigen Rücktritt auf, seine inakzeptablen Verhaltensweisen hätten dem Image des spanischen Fußballs schwer geschadet. Sie forderten außerdem Reformen innerhalb des Verbands.
Die Richter des obersten Sportgerichtes TAD eröffneten am 2. September 2023 ein Verfahren gegen Rubiales wegen eines „schweren“ Fehlverhaltens; eine Suspendierung durch die Sportbehörde CSD hätte allerdings nur bei einem „sehr schweren“ Fehlverhalten erfolgen können. Wenige Tage später erstattete Hermoso Strafanzeige gegen den Verbandspräsidenten. Am 10. September kündigte Rubiales in einem Interview mit Piers Morgan an, als Präsident zurückzutreten, da er seine Arbeit nicht fortsetzen könne. Es kam außerdem zur Veröffentlichung eines Briefes, in dem Rubiales seinen Rücktritt als Vizepräsident des europäischen Fußballverbands UEFA erklärt. Am 11. September bestätigte der spanische Fußballverband seinen Rücktritt vom Präsidentenamt.
Am 12. September 2023 erhob Nationalspielerin Veronika „Vero“ Boquete schwere Vorwürfe gegen Rubiales. In einem Interview erklärte sie, dass Hermosos Telefon gehackt worden sei und dass Rubiales und seine Teams, die sie als „Hacker“ bezeichnete, Zugriff auf ihre Fotos und Videos erlangt hätten, um etwas zu finden, um ihn zu entlasten. Am 15. September entschied Untersuchungsrichter Francisco De Jorge am Nationalen Gerichtshof in Madrid, Rubiales dürfe sich Hermoso nicht weiter als 200 m nähern. Am 26. September wurde der Albaner Armand Duka zu seinem Nachfolger für das Amt des UEFA-Vizepräsidenten bestimmt. Am 30. Oktober 2023 sperrte die FIFA Rubiales für drei Jahre für jegliche Aktivitäten im Fußball. Die Entscheidung könne bei der FIFA-Berufungskommission angefochten werden. Auch das oberste spanische Sportgericht sprach zwei Sperren von je eineinhalb Jahren aus: Die erste für den nicht einvernehmlichen Kuss, die zweite für die obszöne Geste nach dem Finale.
Im Januar 2024 wurde Rubiales in Spanien angeklagt. Bei einer Verurteilung droht ihm eine Haftstrafe von bis zu vier Jahren; am 27. März forderte die Staatsanwaltschaft zweieinhalb Jahre. Anfang April wurde Rubiales bei der Einreise verhaftet; am 3. Februar 2025 begann am Nationalen Gerichtshof in Madrid sein Prozess.
Am 20. Februar 2025 wurde Rubiales wegen sexuellen Übergriffs zu einer Geldstrafe von 540 Tagessätzen zu je 20 Euro, in Summe 10.800 Euro, verurteilt.

### Korruptionsvorwürfe
Im März 2024 durchsuchte die Polizei Rubiales’ Wohnung in Spanien sowie den Hauptsitz des RFEF im Rahmen von Korruptionsermittlungen im Zusammenhang mit einem Deal über die Verlegung des spanischen Supercups nach Saudi-Arabien, der angeblich 40 Millionen Euro wert war. Rubiales befand sich zum Zeitpunkt der Durchsuchung in der Dominikanischen Republik.
Bei der Einreise nach Madrid wurde Rubiales am 3. April 2024 aufgrund mutmaßlich unregelmäßiger Verträge, die während seiner fünfjährigen Präsidentschaft beim Fußballverband RFEF abgeschlossen wurden, zunächst festgenommen. Zu den mutmaßlichen Straftaten gehören in dieser Sache Korruption im Geschäftsverkehr, unlautere Verwaltung und Geldwäsche. Wenig später wurde er wieder auf freien Fuß gesetzt. Rubiales wies alle Vorwürfe zurück.